# Mulguraea tridens
Espèce
Classification phylogénétique
Mulguraea tridens est une espèce de spermaphytes appartenant à la famille des verbénacées. Elle est originaire d'Amérique du Sud.

## Taxonomie
Mulguraea tridens est décrite pour la première fois par (Lag.) O'Leary & P.Peralta et publiée en Systematic Botany 34(4), 2009, p. 783
Synonymes
- Junellia tridens (Lag.) Moldenke
- Verbena carroo Speg.
- Verbena tridens Lag[2],[3].